# Trypogeus albicornis
Trypogeus albicornis là một loài bọ cánh cứng trong họ Cerambycidae.